# BivX
Un BivX (pour Bi-DivX) est un DivX comprenant deux bandes son. Il s'apparente ainsi à un DVD où le choix des pistes sonores est possible. Le BivX permet à l'utilisateur de choisir l'une ou l'autre des bandes qui sont en général accompagnées de sous-titres. À cause de l'espace supplémentaire nécessaire pour stocker le bicanal et pour éviter une dégradation de la qualité, un BivX nécessite idéalement l'équivalent de 2 CD-Rom (1500 Mega).

## Lire un bivx
Sur un PC : installer morgan stream switcher 
Lecteurs de salon compatibles :
- H&B
- Peekton 6005 MKII
- PeeKTON PK 6750
- Kiss
- Philips (toutes les platines, appuyer sur la touche AUDIO de la télécommande pour basculer sur une autre piste)
- Samsung (toutes les platines actuelles)